# Jurgen Smit
Jurgen Smit (Bergen, 3 mei 1961) is voormalig televisiepresentator van tuinprogramma's. Hij presenteerde gedurende zeven seizoenen , onder meer samen met Myrna Goossen en Marit van Bohemen, het programma Tuinieren met Kijkers voor SBS6. Later presenteerde hij Thuis in Nederland en RTL Tuinmagazine. Ook schreef hij acht jaar voor De Telegraaf. 
In 2009 was Jurgen Smit hovenier, ontwerper van tuinen, columnist voor het Noordhollands Dagblad en het magazine Thuis. Daarnaast is hij auteur van tuinboeken; Jurgens Tuinboek, Tuinieren is niet moeilijk, Dit is jouw Tuin! en De Groene Tuin.
Sinds 2015 heeft Jurgen het YouTube kanaal 'Tuinmanieren' met honderden video's over tuinieren.